# Paso Blanco (Aguascalientes)
Paso Blanco es una localidad del estado mexicano de Aguascalientes. Es parte del municipio de Jesús María.

## Demografía
| Gráfica de evolución demográfica |
|                                  |

| Censo | Población |
| ----- | --------- |
| 1910  | 300       |
| 1921  | 423       |
| 1930  | 286       |
| 1940  | 294       |
| 1950  | 412       |
| 1960  | 378       |
| 1970  | 378       |
| 1980  | 478       |
| 1990  | 844       |
| 2000  | 1 288     |
| 2010  | 1 709     |
| 2020  | 1 830     |